# Абенлен
Абенлен (Abellen Ayta, Abellen, Abenlen, Aburlen Negrito, Aburlin, Ayta Abellen Sambal) — самбальский язык, на котором говорят на ареалах Джулиана, Капас, Маянток; в городах Маамот и Сан-Хосе провинции Тарлак региона Центральный Лусон на Филиппинах. Лексическая схожесть: 66% с ботолан-самбаль, 49% с самбаль, 38%-44% с илоканским (илокано), пангасинанским, филипино и пампанганским языками.

## Некоторые фразы
- Kohmohta? — Как дела?
- Apo — приветствие используется при подходе к дому (жилищу)
- Tao — приветствие используется при подходе к дому (жилищу)
- Manik kao — ответ на Apo и Tao
- Homlep kao — ответ на Apo и Tao
- Way ihtew ka ibat? — Куда вы пришли?
- Way ihtew ka makew? — Куда вы идёте?
- Ihtew bengat — ответ на Way ihtew ka ibat и Way ihtew ka makew